# 현대 셀레스타
현대 셀레스타(영어: Hyundai Celesta, 중국어 간체자: 现代悦动, 병음: Xiàndài Yuèdòng)는 베이징 현대자동차에서 2017년부터 2023년까지 생산했던 소형 승용차이다.

## 개요

### 셀레스타
2016년 광저우 모터쇼에서 공개된 셀레스타는 현대 엘란트라 위에동(4세대 현대 엘란트라의 후속 모델)의 디자인을 변경하고 업그레이드한 모델이다. 4세대 현대 엘란트라는 대한민국에서 2010년 생산이 중단되었지만, 중국에서는 베이징 현대자동차를 통해 생산이 이어졌다. 셀레스타는 이전 모델인 현대 엘란트라 위에둥과 함께 판매되며, 시장에서는 다소 높은 순위를 차지할 것으로 예상된다.
셀레스타에는 1.6리터 엔진만 사용 가능하며, 출력은 122 hp (91 kW; 124 PS)이다.

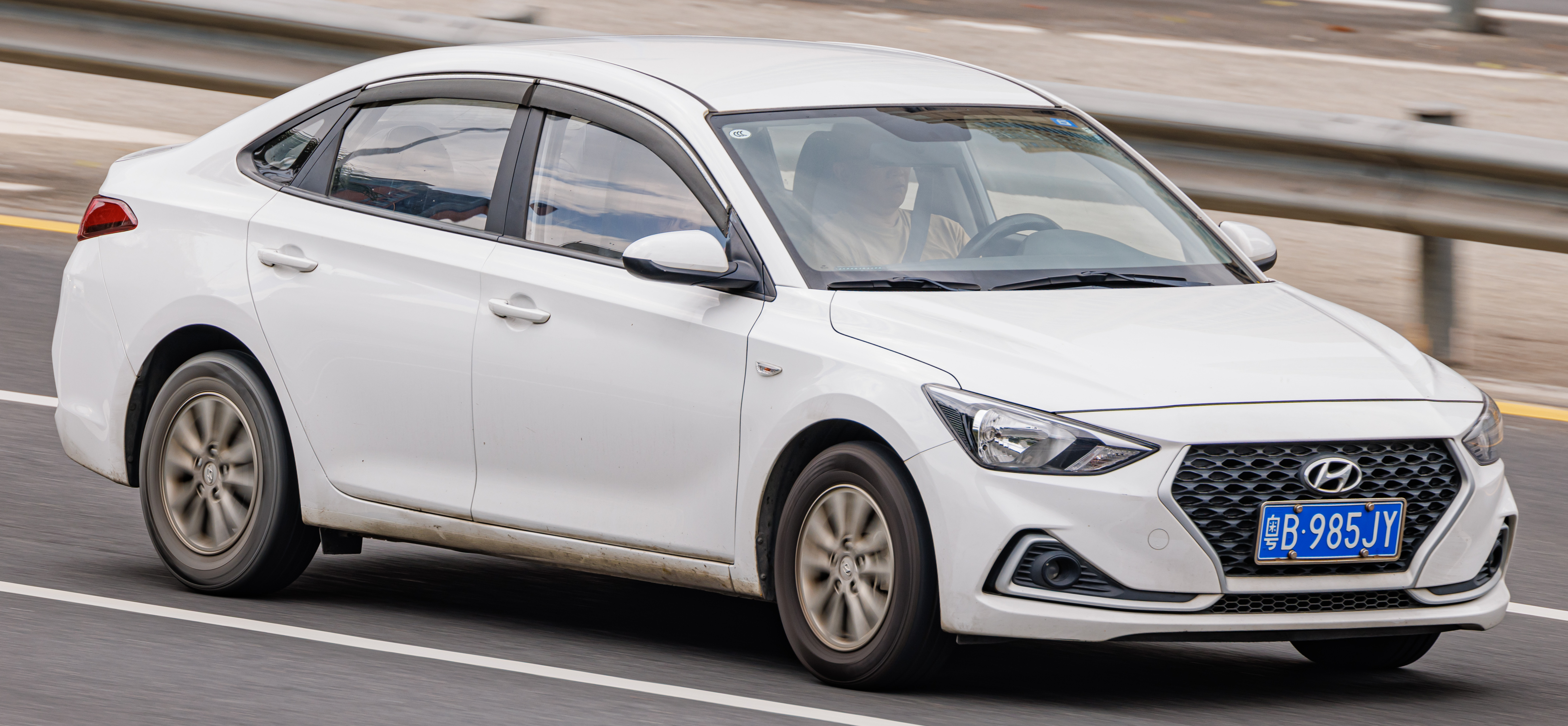
현대 셀레스타의 전면
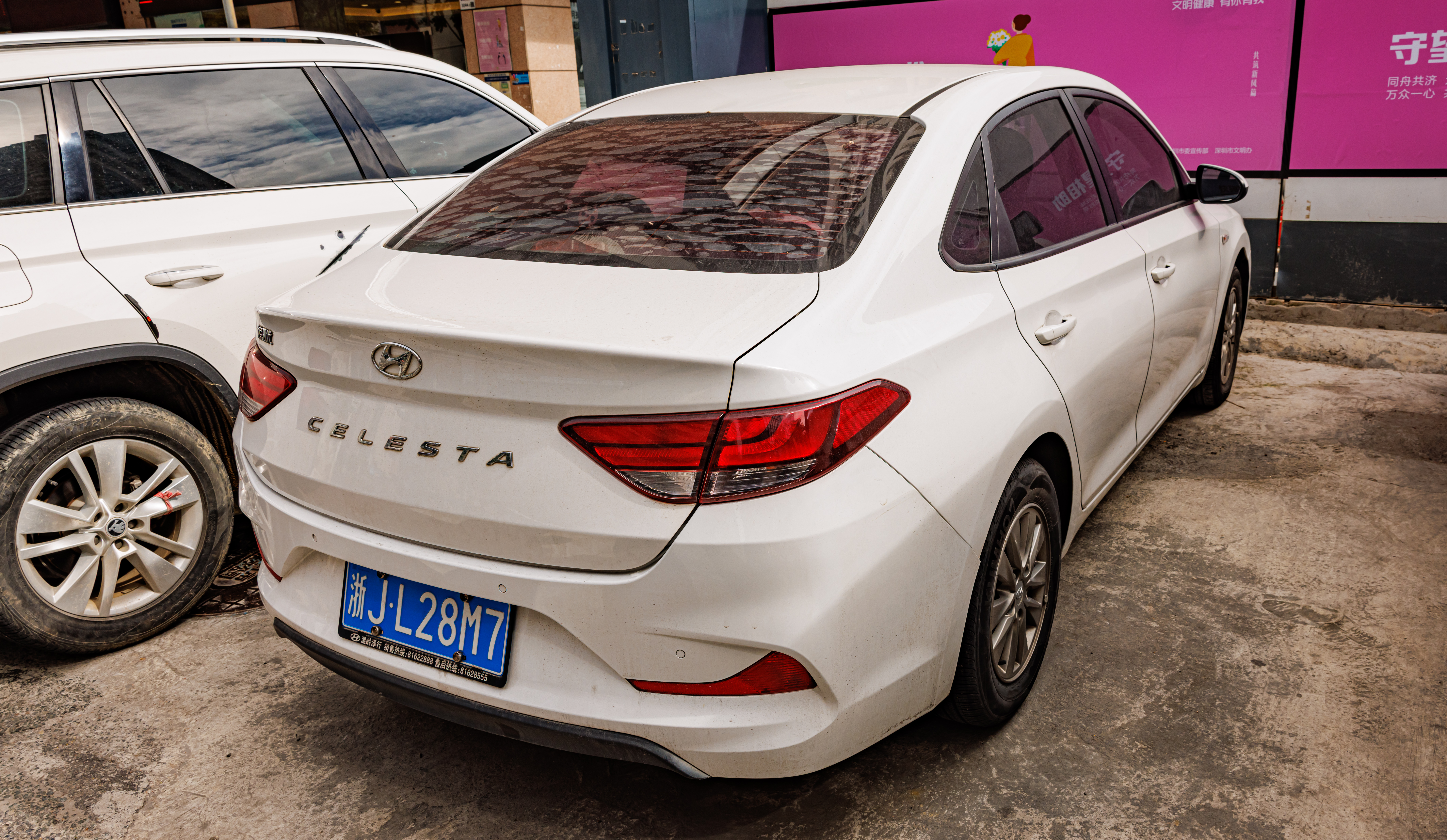
현대 셀레스타의 후면

### 셀레스타 RV
셀레스타의 스테이션 왜건 모델이다.

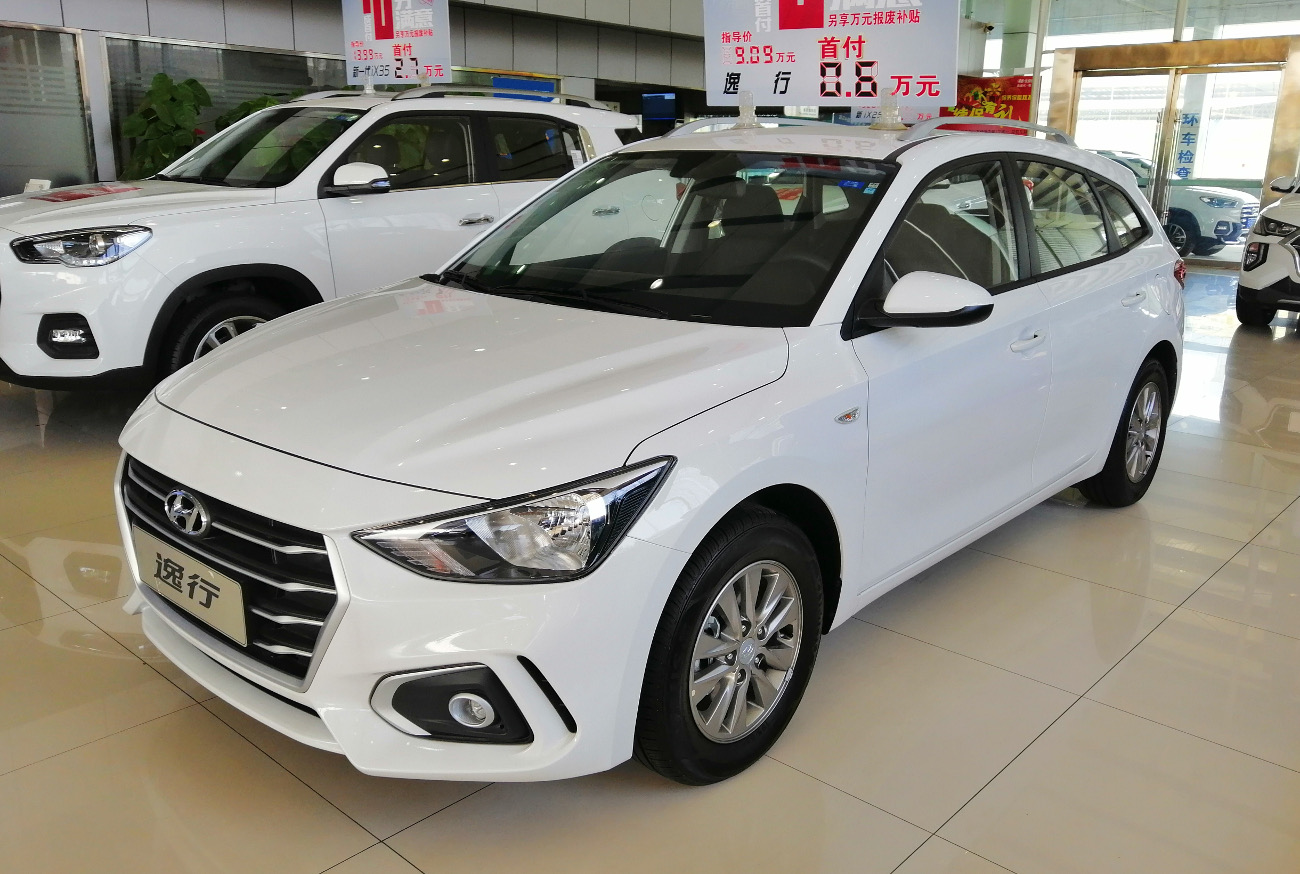
현대 셀레스타 RV의 전면
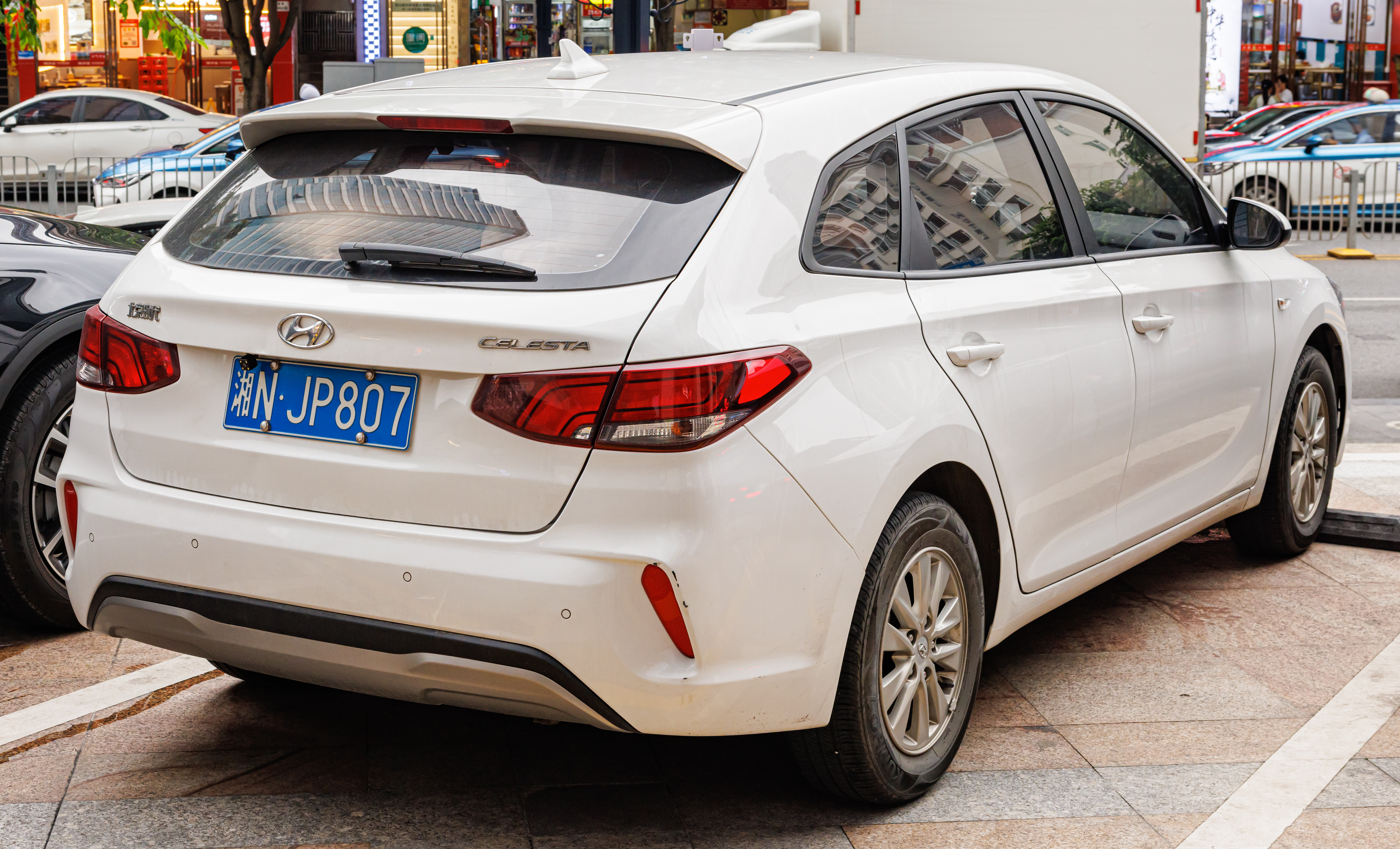
현대 셀레스타 RV의 후면